# Palacio de los Conservadores

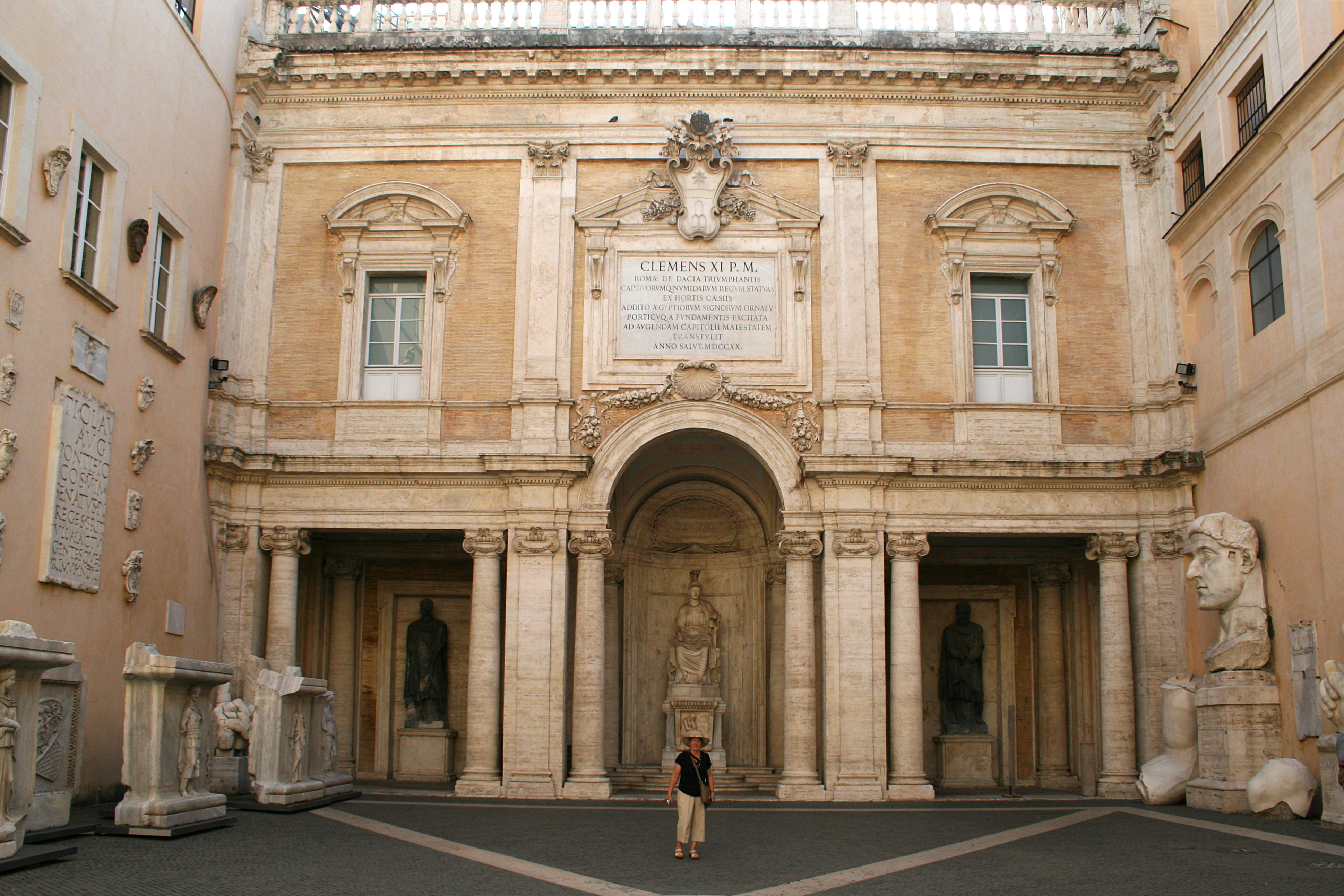
Patio del Palacio.

El palacio de los Conservadores (del italiano: Palazzo dei Conservatori) está situado en la plaza del Campidoglio en Roma, frente al Palacio Nuevo, con el que constituye la sede expositiva de los Museos Capitolinos; debe el nombre al hecho de que era, en la Alta Edad Media, la sede de la magistratura electiva de la ciudad, los «Conservatori dell'Urbe», que junto con el Senado administraban la ciudad.
Miguel Ángel, al que se encargó la labor de reordenación de la plaza, diseñó para el palacio una nueva fachada, que no llegó a ver terminada, puesto que murió durante los trabajos de remodelación. Su proyecto rediseñaba la fachada medieval del palacio, sustituyendo el pórtico con altas pilastras colocadas sobre grandes pedestales y las pequeñas ventanas con una serie de ventanas más grandes todas de las mismas dimensiones.
Las obras continuaron con Guido Guidetti, y se acabaron en 1568 con Giacomo della Porta, que siguió fielmente los diseños de Miguel Ángel, cambiándolos sólo para construir una más amplia sala en el primer piso y, consiguientemente, también una ventana más grande, respecto al resto de las presentes en la fachada del palacio.